# Wilson Cano
Wilson Cano (Medellín, Colombia; 23 de marzo de 1971), popularmente conocido como "La Ñeca", es un exfutbolista colombiano. Jugaba como delantero actualmente es empresario deportivo y tiene una fundación llamada "Corporación Social y Deportiva Wilson Cano".

## Trayectoria

### Como jugador
Se formó entre la Selección de fútbol de Antioquía y el Deportivo Independiente Medellín, con el 'poderoso' anotó 34 goles en 110 partidos.
También paso por el Envigado F. C., Once Caldas, Independiente Santa Fe, Deportivo Cali, Junior de Barranquilla, Millonarios donde anotó 7 goles (2) en la liga y (5) en la Copa Merconorte 2001 donde se consagra campeón con el club embajador.
Luego pasaría por el Atlético Huila, Deportes Quindío, Boyacá Chicó e Itagüi Ditaires en Colombia. Internacionalmente lo hizo para el UA Maracaibo de Venezuela, SD Acuas de Ecuador y St. Pauli en Alemania.

### Otros cargos
A su retiro estuvo un año como asistente técnico del Patriotas Boyacá pero cuenta él que se dio cuenta de que eso no era lo suyo.
Al poco tiempo se convierte en Cazatalentos o más conocido como mánager avalado por FIFA siendo el descubridor de jugadores como Juan Guillermo Baena, Diego Echeverri, Juan David Pérez, Cristian Bonilla y Jonathan Agudelo entre otros.

## Clubes

### Como jugador
| Club                   | País      | Año         |
| ---------------------- | --------- | ----------- |
| Envigado F. C.         | Colombia  | 1991        |
| Atlético Huila         | Colombia  | 1992        |
| St.Pauli               | Alemania  | 1993        |
| Deportivo Pereira      | Colombia  | 1994        |
| DIM                    | Colombia  | 1994 - 1996 |
| Once Caldas            | Colombia  | 1996 - 1997 |
| Independiente Santa Fe | Colombia  | 1998 - 1999 |
| Deportivo Cali         | Colombia  | 1999        |
| Junior de Barranquilla | Colombia  | 2000        |
| SD Aucas               | Ecuador   | 2000        |
| Millonarios            | Colombia  | 2001        |
| Deportivo Pasto        | Colombia  | 2002        |
| UA Maracaibo           | Venezuela | 2002 - 2003 |
| Atlético Huila         | Colombia  | 2004        |
| Deportes Quindío       | Colombia  | 2004        |
| Boyacá Chicó           | Colombia  | 2005 - 2006 |
| Itagüi Ditaires        | Colombia  | 2008        |

### Como asistente
| Club      | País     | Año  |
| --------- | -------- | ---- |
| Patriotas | Colombia | 2007 |

## Palmarés

### Copas internacionales
| Título          | Club        | País     | Año  |
| --------------- | ----------- | -------- | ---- |
| Copa Merconorte | Millonarios | Colombia | 2001 |